# 魅惑の人
『魅惑の人』（みわくのひと、朝: 매혹된 자들）は、2024年1月21日から3月3日までtvNで放送された韓国のテレビドラマ。王室と朝廷の政治闘争に巻き込まれていく二人の愛と復讐を描いたロマンスミステリー時代劇。主演はチョ・ジョンソク、シン・セギョン。
日本を含む世界ではNetflixで配信されている。

## あらすじ
朝鮮は清に降伏。清国の皇帝から国王に下された和睦の条件は、”明国と断交し、すべての文書は清国の暦にする。王弟を人質にし、貴君に万が一のことがあった場合は弟を王位を継承させなければならないと命じられた。
王弟であったイ・イン（チョ・ジョンソク）は、清国に人質として向かう前に国王イ・ソン（チェ・デフン）と別れの謁見を受けた。インは皇帝の弟と棋を打ちながら、数年の人質生活を過ごした。その頃、国王イ・ソンはインの無事を祈って桃の木を植えた。
数年後、イ・インは清国から帰国。しかし、国王イ・ソンは外戚のキム・ジョンべ（チョ・ソンハ）の口車に乗せられ、インを王座の脅威として冷遇するようになってしまう。カン・ヒス（シン・セギョン）は名を明かさずに棋士として生活し、対戦相手から逃げた矢先にチナン大君と偶然の出会いを果たす。ヒスはインと念願の囲碁の対戦をし、身分を超えた友人となる。一方、朝廷では朝鮮がチュ・ダラという間者を明に送り、明国と共に清国の討伐を謀ったとの事件が起こってしまう。事件の処分としてヒスの父であった領議政（ソン・ヒョンジュ）は清国に罪人として流刑に処された。領議政が朝鮮を去って数日後、国王イ・ソンは事件の首謀者となったインの首を斬ろうとした矢先、遺言を残して崩御。

## キャスト

### 主要人物
イ・イン
演：チョ・ジョンソク
大君→国王。即位前の名はチナン大君（テグン）。囲碁の天才。
幼い頃から王大妃から国王の正統としての教育を受けられた。死ぬまで兄の臣下として忠誠を誓った。清国の侵略によって、人質となった。清国から帰国後、兄から王座の脅威として憎まれてしまう。囲碁を通してヒスと惹かれ合うが、突然の兄の崩御で運命が変わる。
カン・ヒス/カン・モンウ
演：シン・セギョン
領議政の娘、賭碁師。後にスパイ。
幼い頃から父親の肩越しで学んだ囲碁を片手に、清の人質となった賎民を助けるために男装に扮して生活している。偶然出会ったインと囲碁の対戦をした際、モンウの名を授けられた。ミョンハとの縁談も決まっていたが、ある事件をきっかけにインへの復讐を誓う。
キム・ミョンハ
演：イ・シニョン
兵曹判書の息子。
弓術と剣術だけでなく、文武の才能も兼ね備えている。王妃の外戚であることから弘文館校理の官職に就く。縁談相手のヒスを巡って、インを敵視する。
トン尚宮
演：パク・イェヨン
イ・インの至密尚宮（チミルサングン）。
かつては王大妃付きの女官であったが、イ・ソンの寵愛を受けた。ソンの死をきっかけに国王となったインに忠誠を誓うことになる。

### 重要人物
イ・ソン
演：チェ・デフン
国王、インの異母兄。
若い頃からインを溺愛してきた。政争で心を病んでしまい、次第にインを王座の脅威として憎んでしまう。突然の病で崩御。
パク・ジョンファン
演：イ・ギュフェ
領府事（ヨンブサ）。パク氏の長。
王大妃の外戚として、朝廷を意のままにしようと企む。インの即位後は様々な悪事を犯す。
キム・ジョンベ
演：チョ・ソンハ
兵曹判書、ミョンハの父。キム氏の長。
ソンの子であるムンソン大君を世子に据えようと企む。パク氏の策略に巻き込まれてゆく。
ユ・ヒョンボ
演：ヤン・ギョンウォン
礼曹佐郎。キム・ジョンベの手下。
自身を阻害した者には必ず拷問を加える厄介な性格。
カン・ハンスン
演：ソン・ヒョンジュ
領議政（ヨンイジョン）。ヒスの父でインの師。
ヒスが自由に暮らしていけることを願っているが、パク氏とキム氏の政争に巻き込まれてゆく。

### インの周辺人物
チュ・サンファ
演：カン・ホンソク
インの護衛武官。
インと共に清国の人質にも随行した。インの前に現れたモンウを警戒する。
チ・ナムギュ
演：ハン・ジョンホ
内医院医官。
キム内官
演：キム・ギナム
インの職務に随行する大殿内官。

### ヒスの周辺人物
チュ・ダラ
演：ナ・ヒョヌ
ヒスの協力者、スパイ。
カン・ハンスンの部下で、かつては武官として清国と朝鮮の架け橋としての役割を担ってきた。
チャグンニョン
演：ソン・サンウン
ヒスの小間使い。
ヒスとは姉妹のように苦楽を共にしてきた。ヒスの復讐を助力する。
ホンジャン
演：ハン・ドンヒ
妓生、ヒスの友人。
ヒスの賭碁師としての生活を助力している。兄のヒョンボとは不仲である。
セドン
演：チョン・ソギョン
ハンスンの知人、漢城に暮らす白丁。
ダラやチャグンニョンと共に、ヒスの復讐に助力する。
ジョミネ
演：コ・スヒ
セドンの妻。漢城に暮らす白丁。
セドンやチャグンニョンと共に、ヒスの復讐に助力する。

### 王室
王大妃パク氏
演：チャン・ヨンナム
先王の継室。イ・インの生母、ジョンファンの妹。
インを王座に据えようと企む。次第にインが自身の操り人形ではないと悟ると、牽制するようになる。
チャンリョン公主
演：アン・セウン
イ・ソンの長女。
ムンソン大君
演： チャ・イェチャン
イ・ソンの長男。
王妃オ氏
演：ハ・ソユン
イ・インの正室。
息子を産めないことを理由に王大妃から妨害されていることから、心を病んでしまった。

### その他
オ・ウクファン
演：オム・ヒョソプ
王妃オ氏の父、戸曹参議。余興府院君（ヨフンプウォングン）
自身の栄華を手に入れるために、パク氏に取り入る。

## 視聴率
| 2024年 | 2024年  | 2024年           | 2024年           |
| Ep     | 放送日  | AGB視聴率        | AGB視聴率        |
| Ep     | 放送日  | 大韓民国（全国） | ソウル（首都圏） |
| ------ | ------- | ---------------- | ---------------- |
| 第1話  | 1月21日 | 3.977%           | 4.077%           |
| 第2話  | 1月21日 | 3.089%           | 3.224%           |
| 第3話  | 1月27日 | 3.286%           | 3.550%           |
| 第4話  | 1月28日 | 6.016%           | 5.968%           |
| 第5話  | 2月3日  | 3.868%           | -                |
| 第6話  | 2月4日  | 5.461%           | 5.350%           |
| 第7話  | 2月9日  | 4.162%           | 4.573%           |
| 第8話  | 2月10日 | 4.733%           | 4.863%           |
| 第9話  | 2月11日 | 6.369%           | 6.290%           |
| 第10話 | 2月11日 | 6.703%           | 6.792%           |
| 第11話 | 2月17日 | 4.100%           | 4.240%           |
| 第12話 | 2月18日 | 5.938%           | 5.837%           |
| 第13話 | 2月24日 | 4.942%           | 5.272%           |
| 第14話 | 2月25日 | 6.675%           | 7.082%           |
| 第15話 | 3月2日  | 5.609%           | 6.030%           |
| 第16話 | 3月3日  | 7.763%           | 7.915%           |